# 3556 Lixiaohua
3556 Lixiaohua è un asteroide della fascia principale esterna. Scoperto nel 1964, presenta un'orbita caratterizzata da un semiasse maggiore pari a 3,168688 UA e da un'eccentricità di 0,213008, inclinata di 9,279563° rispetto all'eclittica. Ha un diametro di 20,455 km e un'albedo di 0,042.
Dati i suoi parametri orbitali simili a quelli di altri corpi minori, è considerato il prototipo della famiglia di asteroidi Lixiaohua.